# Oxymacaria genialis
Oxymacaria genialis är en fjärilsart som beskrevs av Turner 1947. Oxymacaria genialis ingår i släktet Oxymacaria och familjen mätare. Inga underarter finns listade i Catalogue of Life.